# ABISS
ABISS (Association for Banking Information Security Standards) — некоммерческое партнерство, сообщество пользователей стандартов Центрального Банка России по обеспечению информационной безопасности организаций банковской системы Российской Федерации. Полное название — «Сообщество пользователей стандартов по информационной безопасности АБИСС».

## История
Сообщество «ABISS» было организовано в феврале 2006 года. Первым банком, присоединившимся к сообществу, стал московский «Метробанк».
В 2011 году сообщество «ABISS» было преобразовано в некоммерческое партнерство.
С 2022 года 6 декабря перечень финансовых организация был скрыт.

## Деятельность
Целью партнерства является создание условий для реализации в российской финансовой среде стандартов и правил, направленных на обеспечение информационной безопасности в кредитных и других организациях — участниках национальной платежной системы России.
Организация занимается разработкой и реализация стандартов и правил предпринимательской деятельности в области обеспечения информационной безопасности в организациях преимущественно кредитно-финансовой сферы. Проводит исследования в области эффективности применения стандартов и правил информационной безопасности. Проводит регулярное обновление и улучшение Стандарта Банка России по обеспечению информационной безопасности организаций банковской системы Российской Федерации.
Статус члена ABISS наделяет компанию правом оказывать полный спектр услуг в области внедрения стандартов по информационной безопасности Банка России и проводить оценку соответствия кредитно-финансовых учреждений требованиям стандарта СТО БР ИББС.

Сегодня в число членов ABISS входят самые сильные организации, деятельность которых направлена на развитие и продвижение Стандарта Банка России. Эти организации обладают опытом и знаниями, высококвалифицированными кадрами, методологической базой.— Дмитрий Слободенюк, коммерческий директор «ARinteg»

ABISS — это тоже механизм консолидации. С одной стороны, это инструмент профессионального знания, с другой — прототип саморегулируемой организации СРО, которая имеет механизм принуждения, обучения, контроля и солидарной ответственности.— Андрей Курило, заместитель начальника главного управления безопасности и защиты информации Центрального банка России

## Учредители партнерства
Учредителями партнерства являются: Ассоциация российских банков, ООО «Валидата», «Инфосекьюрити Сервис», «Кабест», «Пацифика», ЗАО «Практика Безопасности», «РНТ», НКО ЗАО «Национальный расчётный депозитарий».

## Участники партнерства
В состав партнерства входят кредитные и не кредитные организации — участники национальной платежной системы, организации-аудиторы, организации-консультанты и образовательные учреждения.

### Участники национальной платежной системы
1. Небанковская кредитная организация закрытое акционерное общество «Национальный расчётный депозитарий».
2. ЗАО Коммерческий банк «Европейский трастовый банк».
3. ЗАО «КБ ДельтаКредит».
4. ООО «Коммерческий межрегиональный трастовый банк».
5. ОАО «Банк АВБ».
6. ОАО «ВБРР».
7. ОАО АКБ «Руссобанк».
8. ОАО «МТС-Банк».
9. ЗАО АКБ «Национальный Клиринговый Центр».
10. ЗАО АКБ «Транскапиталбанк».
11. ОАО «Акибанк».
12. ООО КБ «Новопокровский».
13. ЗАО КБ «Фиа-банк».
14. ОАО «Национальный космический банк».
15. ОАО АКБ «Финансово-Промышленный Банк».
16. ЗАО «Кредит Европа банк».
17. ОАО АИКБ «Татфондбанк».
18. ЗАО КБ «Приско Капитал банк».
19. ЗАО Банк «ВТБ 24».
20. ОАО КБ «Москоммерцбанк».
21. ЗАО «Метробанк».
22. ОАО АКБ «Объединенный Банк Промышленных Инвестиций».
23. ООО КБ «Вега-Банк».
24. ОАО «Промсвязьбанк».
25. ОАО АКБ «Инвестбанк».
26. ОАО «Банк „Возрождение“».
27. ОАО Банк «Верхнеленский».
28. ОАО АКБ «Челиндбанк».
29. ООО КБ «Бум-Банк».
30. ОАО «Дальневосточный банк».
31. ОАО Банк «Клиентский».
32. ООО «Крона-Банк».
33. ООО КБ «Стройлесбанк».
34. ОАО КБ «ДНБ Банк».
35. ОАО КБ «Торжокуниверсалбанк».
36. ООО КБ «Кубань Кредит».
37. ЗАО АИКБ «Енисейский объединенный банк».
38. ЗАО КБ «Ситибанк».
39. ЗАО КБ «Златкомбанк».
40. ОАО АКБ «Алмазэргиэнбанк».
41. ОАО «Первобанк».
42. ОАО Банк «Открытие».
43. ОАО АКБ «Связь-Банк».
44. ЗАО ГКБ «Автоградбанк».
45. ОАО «Смоленский акционерный коммерческий банк».
46. ООО «Банк БЦК-Москва».
47. ЗАО «М Банк».
48. ОАО «МДМ Банк».
49. ОАО «Банк Экономический Союз».
50. ОАО «Мурманский Социальный Коммерческий Банк».
51. ООО «Многопрофильная Процессинговая Компания».
52. ЗАО «Смартбанк».
53. ЗАО «Денизбанк Москва».
54. ОАО «Нижневолжский коммерческий банк».
55. ООО КБ «Ренессанс Капитал».
56. ЗАО «Уралприватбанк».
57. ЗАО «Акционерный коммерческий федеральный банк инноваций и развития».
58. ЗАО «Инвестиционный банк ФИНАМ.
59. ЗАО «Банк Русский Стандарт».
60. ООО КБ «МСБ».
61. ОАО АКБ «Экопромбанк».
62. ООО КБ «Интеркапитал-Банк».
63. ОАО «Московский индустриальный банк».
64. ЗАО АКБ «Московский Вексельный банк».
65. ОАО КБ «Мастер-банк».
66. ООО НКО «Вестерн Юнион ДП Восток».
67. ОАО КБ «ЕвроситиБанк».
68. ЗАО АКБ «Кранбанк».
69. ООО «Чайна Констракшн Банк».
70. ОАО «Северинвестбанк».
71. ОАО «Росгосстрах Банк».
72. ОАО КБ «Тульский Расчетный Центр».
73. ЗАО «Старбанк».
74. ООО КБ «Кольцо Урала».
75. КБ «Юникор».
76. ЗАО «Таурус Банк».
77. ООО КБ «Транснациональный банк».
78. Усольский акционерный КБ «Гринкомбанк».
79. ЗАО «Банк „Вологжанин“».
80. ОАО «ИнтехБанк».

### Организации-аудиторы
1. ООО «Пацифика».
2. ООО «Кабест».
3. ЗАО «РНТ».
4. ООО «Инфосекьюрити Сервис».
5. ЗАО «Практика Безопасности».
6. ООО «Валидата».
7. ООО «Стэп Лоджик».
8. ООО «Антивирусные решения».
9. ЗАО «ДиалогНаука».
10. ЗАО «Орбита».
11. ООО «Кейсистемс».
12. ООО «Дейтерий».

### Организации-консультанты
1. ООО «Пацифика».
2. ООО «Кабест».
3. ЗАО «РНТ».
4. ООО «Инфосекьюрити Сервис».
5. ЗАО «Практика Безопасности».
6. ООО «Валидата».
7. ЗАО «Лета».
8. ООО «Стэп Лоджик».
9. ОАО «Элвис Плюс».
10. ООО «УЦСБ».
11. ООО «Антивирусные решения».
12. ЗАО «ДиалогНаука».
13. ООО «Газинформсервис».
14. ЗАО «Орбита».
15. ООО «Кейсистемс».
16. ООО «КонсалтИнфоМенеджмент» (ООО «КИМ»).
17. ООО «Дейтерий».

### Образовательные учреждения
1. Негосударственное образовательное учреждение дополнительного профессионального образования центр повышения квалификации «АИС».
2. Негосударственное образовательное учреждение «Учебный центр безопасности информации «МАСКОМ».